# Philippos (Sohn des Machatas)

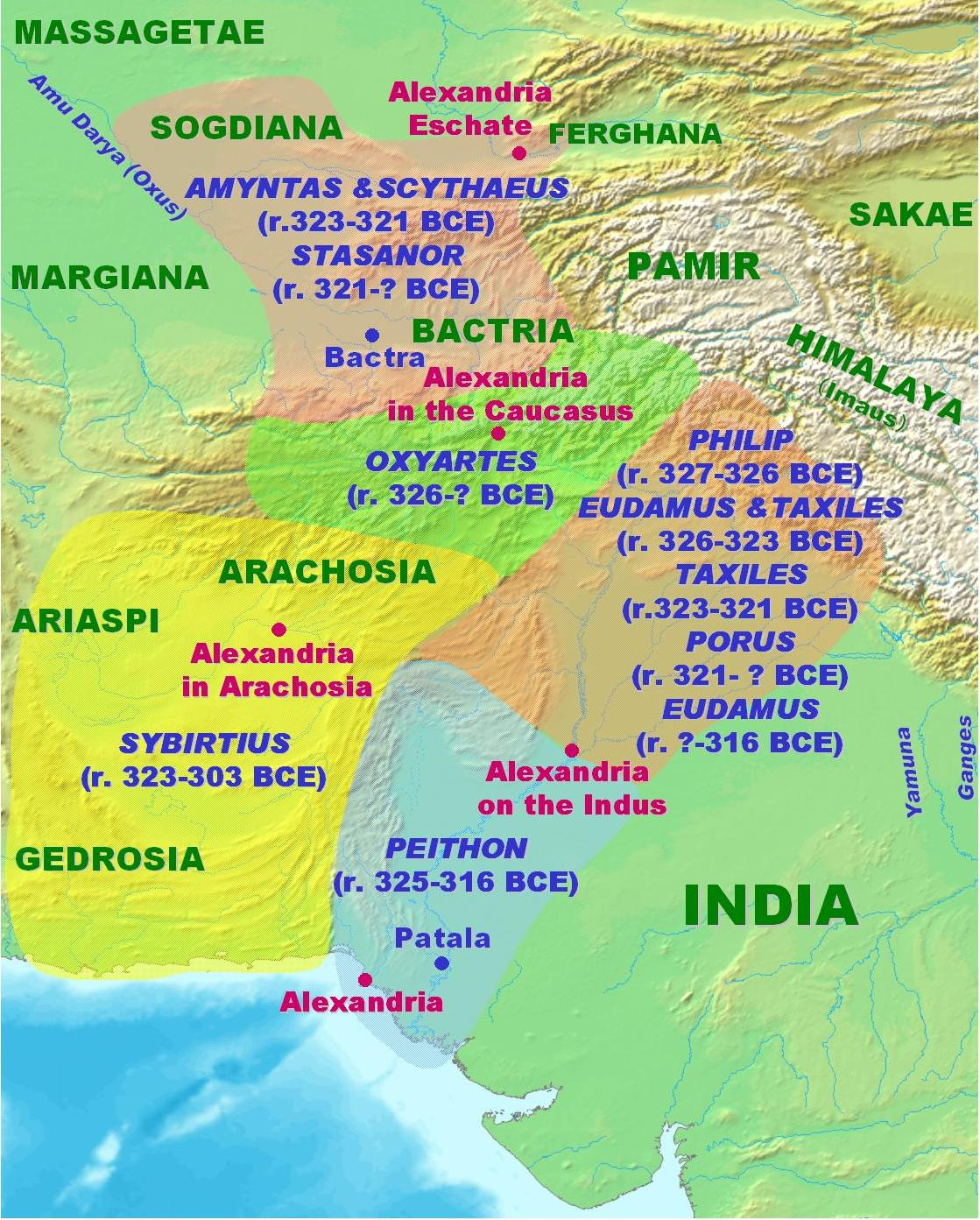
Die „indischen Satrapien“ des Alexanderreichs. Die nördliche Provinz mit der Hauptstadt Alexandria am Indus unterstand Philippos.

Philippos (altgriechisch Φίλιππος Phílippos; † 326 oder 325 v. Chr.), Sohn des Machatas und Bruder des Harpalos, war ein Soldat und Statthalter Alexanders des Großen.
Er wird erstmals auf Asienfeldzuges im Jahr 327 v. Chr. genannt, wo er während der Kämpfe gegen die Aspasier Offizier in der Abteilung des Ptolemaios war. Anschließend wurde er in Taxila zum Satrapen einer neu geschaffenen Provinz ernannt, die alles Land östlich des Indus bis zum Hydaspes umfasste. Als kurz darauf der hyparchos des Landes westlich des Indus (Gandhara), Nikanor, im Kampf gegen die revoltierenden Assakenier fiel, schlugen Philippos und der Satrap von Parapamisdae, Tyriespis, diesen Aufstand nieder. Daraufhin erhielt Philippos auch die Provinz Gandhara zur Verwaltung übertragen. Um eine stabile Herrschaft in diesen Regionen gewährleisten zu können, ließ Alexander bei seinem Weiterzug alle thrakischen Truppenkontingente und mehrere Söldner zurück.
Philippos’ Herrschaftsbereich umfasste weitgehend den Norden des heutigen Pakistans und den Osten des heutigen Afghanistans. Die südliche Grenze seiner Satrapie markierte der Zusammenfluss des Akesines in den Indus. An diesem Zusammenlauf gründete er auch die Stadt Alexandria (heute Uch im Punjab), im Norden lagen die Städte Bukephala und Taxiles. Die südlich angrenzende Provinz, die bis zur Mündung des Indus in das arabische Meer reichte, wurde an den Feldherrn Peithon vergeben. Beide Provinzen stellen den äußersten Osten des Alexanderreichs dar und wurden in der Regel beide als „India“ bezeichnet, weshalb sie oft miteinander verwechselt werden.
Philippos wurde noch im Verlauf des Jahres 326 v. Chr. oder 325 v. Chr. bei einer Revolte jener Söldner, die ihm eigentlich unterstehen sollten, ermordet. Alexander setzte daraufhin in Philippos’ Satrapie Eudemos und den indischen Lokalkönig Omphis („Taxiles“) ein.